# Foiled
Foiled ist das vierte Studioalbum der Rockband Blue October, das mit 1,3 Millionen verkauften Platten in den USA und in Kanada Platin erreichte. Es wurde zwischen Frühling und Sommer 2005 produziert und am 4. April 2006 unter Universal Records und Brando Records veröffentlicht. Das Album besteht aus 14 Liedern und war in den Billboard Top 200-Charts und in den Billboard Rock Album-Charts vertreten, wo es den 29. Platz bzw. den 8. Platz belegte. Zu dem Album wurden fünf Singles veröffentlicht, darunter die zwei erfolgreichen Singles Hate Me und Into the Ocean.

## Veröffentlichungen
Zu dem Album wurden 5 Singles veröffentlicht. Die erfolgreichsten Singleauskopplungen waren Hate Me und Into The Ocean, welche in mehreren Billboard-Charts gelistet sind. Hate Me, wird laut SWR3 als die Single bezeichnet mit der die Band den internationalen Durchbruch schaffte, unter anderem auch in Deutschland. Die fünfte Single, die Calling You (Remix) heißt, gehörte schon zu der Premium-Edition, die die Band 2007 unter dem Namen Foiled for the Last Time veröffentlichte. Weitere Singles sind She’s My Ride Home und X Amount Of Words.

## Produktion
Das Album wurde während des Sommers 2005 produziert und beinhaltet hauptsächlich ältere Songs der Band und des Sängers. Hate Me und Into The Ocean schrieb Furstenfeld, als er in Los Angeles gelebt hat. Zu dieser Zeit produzierte er einige Demos für dieses Album. Das Album sollte anfangs Beyond the Sadness heißen und am 11. Oktober 2005 veröffentlicht werden. Später sollte das Album Living Just to Watch It All Go By heißen. Dan Furstenfeld, der Vater von Jeremy und Justin Furstenfeld, nannte das Album letztendlich Foiled. 2007 wurde mit Foiled Again und Foiled for the Last Time 2 Spin-offs produziert.

## Tracklist
- 1. You Make Me Smile – 4:21
- 2. She’s My Ride Home – 4:41
- 3. Into the Ocean – 3:59
- 4. What If We Could – 4:03
- 5. Hate Me – 6:20
- 6. Let It Go – 4:03
- 7. Congratulations (feat. Imogen Heap) – 4:01
- 8. Overweight – 4:24
- 9. X Amount of Words – 4:14
- 10. Drilled a Wire Through My Cheek – 4:32
- 11. Sound of Pulling Heaven Down – 4:42
- 12. Everlasting Friend – 4:05
- 13. 18th Floor Balcony – 4:32
- 14. Independently Happy – 4:55
- 15. Chameleon Boy – 5:49

## Thematik (Beispiele)
Bekannteste Songs des Albums sind Hate Me und Into The Ocean. Letzteres besingt den Selbstmord eines jungen Mannes, nachdem dieser seine große Liebe verloren hat. Die ersten beiden Strophen des Songs beinhalten den Traum des Mannes, in dem er versucht den Tod zu entrinnen und sich Hilfe dabei wünscht. Die dritte Strophe berichtet, dass der junge Mann nur geträumt hat und sterben möchte, da seine Liebe in der Wirklichkeit verlassen hat.
Hate Me beginnt mit einem Anruf der Mutter des Sängers, in der sie sagt, dass sie nervös wegen seines angespannten Zustandes ist und nachhören wollte, wie es ihm geht. Dann beginnt die erste Strophe, in der es heißt, dass der Sänger versucht nicht an sie zu denken, aber diese Gedanken sich wie Küchenschaben in seine Gedanken einnisten. Dann spricht der Sänger die Mutter indirekt an, in dem er sie fragt, ob sie ihn nie wieder anrufen würde, um ihn zu sagen, dass sie ihn liebt, damit er glücklich ist. Im Refrain meint der Sänger, dass sie ihn für all das was er nie für sie getan hat, hassen soll. In der zweiten Strophe bedankt er sich bei seiner Mutter, die ihm geholfen von seiner Sucht loszukommen.

## Besetzung
- Justin Furstenfeld – Gesang, Gitarre, Produzent
- Jeremy Furstenfeld – Schlagzeug
- C. B. Hudson – Gitarre
- Matt Noveskey – Bassgitarre
- Ryan Delahoussaye – Violine
- Sarah Donaldson – Cello
- Zayra Alvarez – Gesang im Song „Into the Ocean“ (Track 3)
- Imogen Heap – Gesang im Song „Congratulations“ (Track 7)
- Kirk Baxley – Gesang im Song „Drilled a Wire Through My Cheek“ (Track 10)
- Jose Alcantar – Produzent, Mixing
- David Castell – Produzent, Mixing
- Phil Kaffel – Mixing
- Patrick Leonard – Produzent, Mixing
- Michael Perfitt – Mixing
- Chick Reed – Produzent, Mixing
- Joe Spix – Design
- Paul Oakenfold – Mixing
- Carmen Rizzo – Mixing

## Besonderes
- Mit 1,3 Millionen verkauften Platten ist diese das meistverkaufte Album der Band.
- Das Album hat in Kanada und in den USA den Platinstatus erreicht.
- Hate Me ist die Singleauskopplung, mit der die Band endgültig den Durchbruch in Europa schaffte.[3]
- Das Musikvideo zum Song Hate Me war wochenlang auf Platz 1 der VH1-Video-Charts
- Der Song Drilled a Wire Through My Cheek ist im Soundtrack zum Horrorfilm Saw III enthalten.
- Der Song Into The Ocean wurde in mehreren Spielfilmen und Serien gezeigt, wie Moonlight, Jericho – Der Anschlag, Die Sopranos und Numbers – Die Logik des Verbrechens
- Weitere Songs aus dem Album, die in Filmen und Serien auftauchen sind 18th Floor Balcony, Congratulations und Hate Me
- Foiled Again ist ein Spin-off des Albums und beinhaltet 3 Songs. Diese CD bekamen Käufer, die das Original-Album bei Best Store bestellt haben.
- Hate Me Acoustic ist eine weitere Promotion CD, die das Spin Off Foiled Again als „Family-Pack“ beinhaltet.

## Kritik
Allmusic schrieb, dass das Album besser ist als das Vorgängeralbum History for Sale und, dass die treuen Fans der Band nicht enttäuscht würden, da die Zeitspanne zwischen beiden Veröffentlichungen drei Jahre beträgt. Der Kritiker ist der Meinung, dass man manche Songs mit denen von Linkin Park vergleichen und das Album mit den neusten Veröffentlichungen von Nickelback oder Alter Bridge durchaus mithalten könne.
Sputnikmusic ging sogar einen Schritt weiter und verglich das Album mit Veröffentlichungen von Post-Grunge-Bands, wie Genesis, The Mars Volta und The Smiths. Der Kritiker schreibt auch, dass es alleine dem Song Hate Me zu verdanken sei, dass das Album innerhalb von nur drei Wochen den Platin-Status erhalten hat.
IGN beschreibt, dass das Album arm an musikalischen Einflüssen ihres Genre ist und die Stimme des Sängers keine zusätzlichen Hintergrundsänger benötigt, was laut Kritiker leider der Fall in diesem Album war. Zudem ist der Kritiker der Meinung, dass der einzige Musiker, der am meisten Kraft und Stärke ausgestrahlt hat, der Sänger selbst gewesen ist. Was der Kritiker der Band nicht negativ ankreidet, ist, dass die Band seiner Meinung nach von Genre zu Genre springt. So zum Beispiel wechselt der Musikstil von Song zu Song, mal Rock, dann Metal, dann Dance und dann auch mal wieder Country, was das Album abwechslungsreich gestaltet, so der Kritiker.